# Lygodactylus madagascariensis
Lygodactylus madagascariensis (мадагаскарський карликовий гекон) — вид геконоподібних ящірок родини геконових (Gekkonidae). Ендемік Мадагаскару.

## Поширення і екологія
Мадагаскарські карликові гекони поширені на півночі острова Мадагаскар, зокрема в заповідниках Царатанана і Манонгаріво та в національному парку Монтань-д'Амбр, а також на сусідньому острові Нусі-Бе. Вони живуть у вологих тропічних лісах самбірано, поблизу струмків, трапляються у вторинних лісах.

## Збереження
МСОП класифікує цей вид як вразливий. Мадагаскарським карликовим геконам загрожує знищення природного середовища. 